# 中村亘佑
中村 亘佑（なかむら こうすけ、1991年4月2日 - ）は、神奈川県横浜市中区出身の元プロ野球選手（捕手）。

## 経歴・人物

### プロ入り前
「防具がかっこいい」という理由で小学校から捕手として野球を始め、以降も捕手一筋でプレーしている。中学時代は、中本牧シニアに所属。
高校は県内一練習が厳しいと言われていた横浜商大高に進学。2年時の夏に主将に指名されたが、監督の方針で副主将を置かずに中村一人に140人を纏めさせるなど当時から中村に対する期待は高かった。秋からチームの4番に座り、3年時春には打率.385、3本塁打と活躍。主将として県大会準優勝、関東大会でもベスト8とチームに貢献した。夏は神奈川県大会準々決勝で桐蔭学園高に0-10で敗退してベスト8に終わったが、打率.400、1本塁打と好成績を残した。
打撃では高校通算46本塁打を誇り、フォームは地元横浜のスラッガー村田修一を参考にしている。捕手としても遠投110m、二塁送球がプロレベルの1.8秒で、安定したスローイングや、膝立ちのままでも送球可能な強肩、頑強な身体など、捕手として高い身体能力から有力なドラフト候補の一人に挙げられていた。
2009年9月7日にプロ志望届を提出し、同年9月19日に広島東洋カープのプロテストに合格。10月29日に行われたプロ野球ドラフト会議では、広島東洋カープから育成2位指名を受けた。
広島の苑田スカウト部長は「強肩はもちろん、スイングの速さも魅力」と評価している。

### プロ入り後
2011年は、二軍で一塁手としても起用された。
2012年3月27日、同年シーズンは永川光浩と共に四国アイランドリーグplusの徳島インディゴソックスに派遣されることが発表された。しかし、広島の捕手に故障者が相次いだことで4月16日に広島に呼び戻された。その後、故障者が復帰したため5月25日に再びインディゴソックスに派遣すると発表された。
2012年オフに一度は自由契約となるが、育成選手として再契約した。2013年10月31日、育成選手の規約に基づき自由契約公示された。2013年11月9日、育成選手として再契約した。2014年10月31日、3度目の自由契約公示がなされた。2015年シーズンも育成選手として再契約した。2015年11月3日、2016年シーズンは支配下登録契約となることが明らかとなった。
2017年10月30日、10月26日のドラフト会議にて広陵高の中村奨成が1位指名されたことによって余剰戦力となり、戦力外通告となった。
11月15日の12球団合同トライアウトに参加、3打数2安打1四球の結果だった。

### 広島退団後
広島退団後の翌2018年からは、アメリカ企業の日本支社で営業職として勤務している。また、退団後も広島県内に居住し、県内の少年野球チームの指導に当たっていることを自身のインスタグラム等で報告している。

## 詳細情報

### 年度別打撃成績
- 一軍公式戦出場なし

### 背番号
- 126（2010年 - 2015年）
- 68（2016年 - 2017年）
- 27（2012年） ※徳島インディゴソックスでの背番号